# Grote aderbekerzwam
De grote aderbekerzwam (Disciotis venosa) is een schimmel uit de familie Morchellaceae. Hij leeft saprotroof, op kale of met mos bedekte bodem in loofbos op voedselrijke leem of klei.

## Kenmerken

### Uiterlijke kenmerken
De bekers zijn volgroeid meestal grotendeels plat en uitgespreid op de grond, 3–18 cm in diameter met een dikte van 2,5–3 mm en vaak iets gerimpeld en rondachtig in het midden, als een hersenachtige structuur. Zowel de binnen- als buitenkant zijn mat, dus zonder glans. De binnenkant is geelbruin tot roodbruin. De duidelijk lichtere, soms zelfs witachtige buiten- of onderkant lijkt soms fijn-schubbig. De steelbasis is geribbeld samengeknepen en erg kort. Het vlees is bros en breekbaar; het ruikt min of meer naar chloor, vooral op beschadigde plekken. Het heeft ook een milde smaak.

### Microscopische kenmerken
De kleurloze, elliptische en gladwandige sporen meten 20–24 µm in lengte, 11–14 µm in breedte en hebben kleine druppels aan de polen. Ze rijpen in cilindervormige asci, die 300 µm lang en 18–20 µm breed zijn. De asci zijn vermengd met draadvormige, steriele sapdraden en vormen samen de vruchtlaag. De parafysen kunnen vertakt zijn en hebben aan de top een knotsvormige vorm.

## Ecologie
De grote aderbekerzwam leeft saprobisch en wordt vaak aangetroffen samen met morieljes die vergelijkbare ecologische eisen stellen. Hij leeft op kalkrijke bodems en lijkt hij volledig afwezig te zijn in zure bodems. De typische habitat van de soort zijn oeverbossen langs beken en rivieren. De grote aderbekerzwam kan ook in boomgaarden groeien. De vruchtlichamen verschijnen individueel of in grote groepen van maart tot mei en daarom is het verzamelen ervan vaak de moeite waard. In gebieden die dichtbevolkt zijn met wilde knoflook zijn de paddenstoelen echter lastig te vinden. Aan de andere kant is het gemakkelijker om dingen te vinden in gebieden met schaarse vegetatie.

## Verspreiding
In sommige gebieden kan de geaderde morillekop vrij algemeen voorkomen. Tot nu toe zijn er in Zwitserland (stand april 2009) 250 vondsten gerapporteerd, waarvan de meeste afkomstig zijn van de Zwitserse Hoogvlakte. Het is zeer zeldzaam in de Alpen en over het algemeen op grotere hoogte lag ongeveer 99% van de vondsten onder de 1000 m boven zeeniveau. Het werd echter opnieuw wargenomen richting Italië, in Ticino.
In Nederland komt hij zeldzaam voor. Hij staat op de rode lijst in de categorie 'Bedreigd'.